# Руффер, Юзеф
Ю́зеф Ру́ффер (пол. Józef Ruffer; 18 марта 1878, Жолква — 27 октября 1940, Варшава) — польский поэт-модернист и художник.
Из произведений его наиболее известно: «Poslanie do dusz» (1903).

## Биография
Окончил гимназию во Львове. С 1896 года был студентом Львовского университета, изучал философию.
Окончив обучение в 1900 году, был принят на работу в 4 Львовской гимназии, преподавал латинский и польский языки.
В 1907—1909 годах находился в Кракове, учился в Академии изящных искусств. В 1909 году женился на Магдалене Марковне.
В 1912—1920 годах жил в Париже, продолжая обучение скульптуре. Одновременно работал библиотекарем в Польской библиотеке.
Из Франции вернулся в 1920 году. Сначала он был учителем средней школы в Торуне, затем переехал в Варшаву, где в 1922—1924 годах преподавал французский язык в кадетской школе. Позже переехал в провинцию.
Начиная с 1936 года он полностью прекращает литературное творчество.
Умер в нищете в Варшаве в 1940 году в возрасте 62 лет.

## Литературная группа«Планетники» («Płanetnicy»)
В течение десятка лет на рубеже XIX и XX веков он был участником поэтических встреч и дискуссий группы, названной её участниками «Планетники», с которыми познакомился в Львовском университете.
Группа молодых польских литераторов «Płanetnicy» собиралась на вилле Марыли Вольской в 1900—1905 годах. Члены группы не имели общей программы, их собрания служили прежде всего для презентации собственных творческих достижений; частыми на собраниях были литературные дискуссии.

## Творчество
Первые публикации были в 1900 году — в журналах «Teka», «Głos», потом — «Chimera», «Krytyka» и других.
При жизни было издано только два сборника. В 1903 году издал первый сборник «Posłanie do dusz» («Послание к душам»). Второй — «Trzy psalmy i hejnał» («Три псалма и сигнал»).
В 1935 году Юзеф Руффер был удостоен награды «Золотые академические лавры» Польской академии литературы.